# دونتشوفتسي
دونتشوفتسي (بالبلغارية: Дончовци)‏ قرية تقع إدارياً ضمن تريافنا في بلغاريا. ويبلغ عدد سكانها 5 نسمة حسب تعداد 15 مارس 2015. تعتمد دونتشوفتسي للبريد على الرمز البريدي 5351 وللاتصالات على رمز الاتصال الهاتفي المحلي 0677.